# Lilla Sjömillegöl
Lilla Sjömillegöl är en sjö i Vetlanda kommun i Småland och ingår i Emåns huvudavrinningsområde.